# Cerkev sv. Uršule, Bojtina
Cerkev svete Uršule ja podružnična cerkev župnije Sv. Martin na Pohorju. Stoji v pohorski vasici Bojtina, na nadmorski višini 1006 metrov, na samem med brezami, blizu kmetije Pogležen. Po zapiskih sodeč se prvič omenja leta 1545. V listinah iz 16. stoletja je zapisano, da jo je dal zgradil Jurij III. Schaubberg na svoji posesti. Po naslikanih križih sodeč je bila posvečena, oltarji pa ne. Imela je tri oltarje, oltar svete Uršule, oltar svetega Ahaca in oltar svetega Janeza Krsnika.
Današnjo podobo pa je dobila ob koncu 17. stoletja, ko so jo prezidali in ji obokali ladjo. Cerkvena ladja se proti vzhodu zaključuje s poligonalnim prezbiterijem. Ob severni steni je v začetku 19. stoletja dobila tudi zvonik. V notranjosti, ki je baročno obarvana, stoji glavni oltar z baročnima svetnikoma, puttoma in sliko zavetnice sv. Uršule. Cerkev skupaj z zakristijo je v celoti pokrita z avtohtono skrilasto kritino, ki je bila v letu 2003 obnovljena.